# François Vincentelli
François Vincentelli (ur. 3 lipca 1974 w Brukseli) – belgijski aktor filmowy, telewizyjny i teatralny.

## Życiorys

### Kariera
François Vincentelli występował jako aktor w teatrze szkolnym. Następnie uczył się aktorstwa w Institut National Supérieur des Arts du spectacle (INSAS) w Brukseli.
W roku 1991 zadebiutował na ekranie w belgijskim dramacie Gérarda Corbiausa Rok Przebudzenia (L'Année de l'Eveil). Zagrał potem w dramacie Szkoła wdzięku (L'École de la chair, 1998) z Isabelle Huppert, komedii Tanguy (2001) u boku Sabine Azémy, dreszczowcu Turysta (The Tourist, 2010) z Johnnym Deppem i Angeliną Jolie oraz Szczęście nigdy nie przychodzi samo (Un bonheur n'arrive jamais seul, 2012) z Sophie Marceau.
Pajawiał się także w serialach, m.in.: sześciu odcinkach Frank Riva (2003-2004) obok Alaina Delona i Clara Sheller (2008).
Od września 2013 występował na scenie teatru Edouard7 z Mathilde Seigner i François Berléandem.

### Życie prywatne
Jest ojcem bliźniaków, Ange i Lucie (ur. 2000). Był w związku z aktorką Mylène Jampanoï. Jest właścicielem galerii sztuki w Montmartre ze swoim przyjacielem aktorem Olivierem Sitrukiem.

## Filmografia

### filmy fabularne
- 1991: Rok przebudzenia (L'Année de l'éveil) jako szef starszych
- 1998: Szkoła wdzięku (L'École de la chair)
- 2000: Co nam zostało… (Que reste-t-il..., TV) jako Benoît Fournier
- 2000: Six-Pack jako Patrick
- 2001: Tanguy jako Cyril
- 2004: Po prostu zaufaj (La Confiance règne) jako ratownik
- 2007: Agata kontra Agata (Agathe contre Agathe) jako Yann
- 2008: Kobieta na Marsie, mężczyzna na Wenus (De l'autre côté du lit) jako Flanvart
- 2010: Turysta (The Tourist) jako Brygadier Marion
- 2011: Minister (L'Exercice de l'État) jako minister finansów, Peralta
- 2012: Szczęście nigdy nie przychodzi samo (Un bonheur n'arrive jamais seul) jako Alain Posche

### seriale TV
- 1992: Maigret jako Chłopak z kawą
- 1994-96: Highlander: The Animated Series jako Quentin MacLeod (francuska wersja, głos)
- 2003-2004: Frank Riva jako Guy 'Guido' Buscema
- 2006: Navarro jako pan Legrand
- 2006: Galactik Football jako (głos)
- 2008: Clara Sheller jako Gilles
- 2008-2011: Hard jako Roy Lapoutre
- 2010: Mały Książę (Le Petit Prince) jako Mucha-Mucha na planecie Wielki Błazen (głos)
- 2015: Marjorie jako Thibault